# Belbina servillei
Belbina servillei är en insektsart som först beskrevs av Maximilian Spinola 1839.  Belbina servillei ingår i släktet Belbina och familjen lyktstritar.
Artens utbredningsområde är Madagaskar. Inga underarter finns listade i Catalogue of Life.